# Рівновага (здатність)

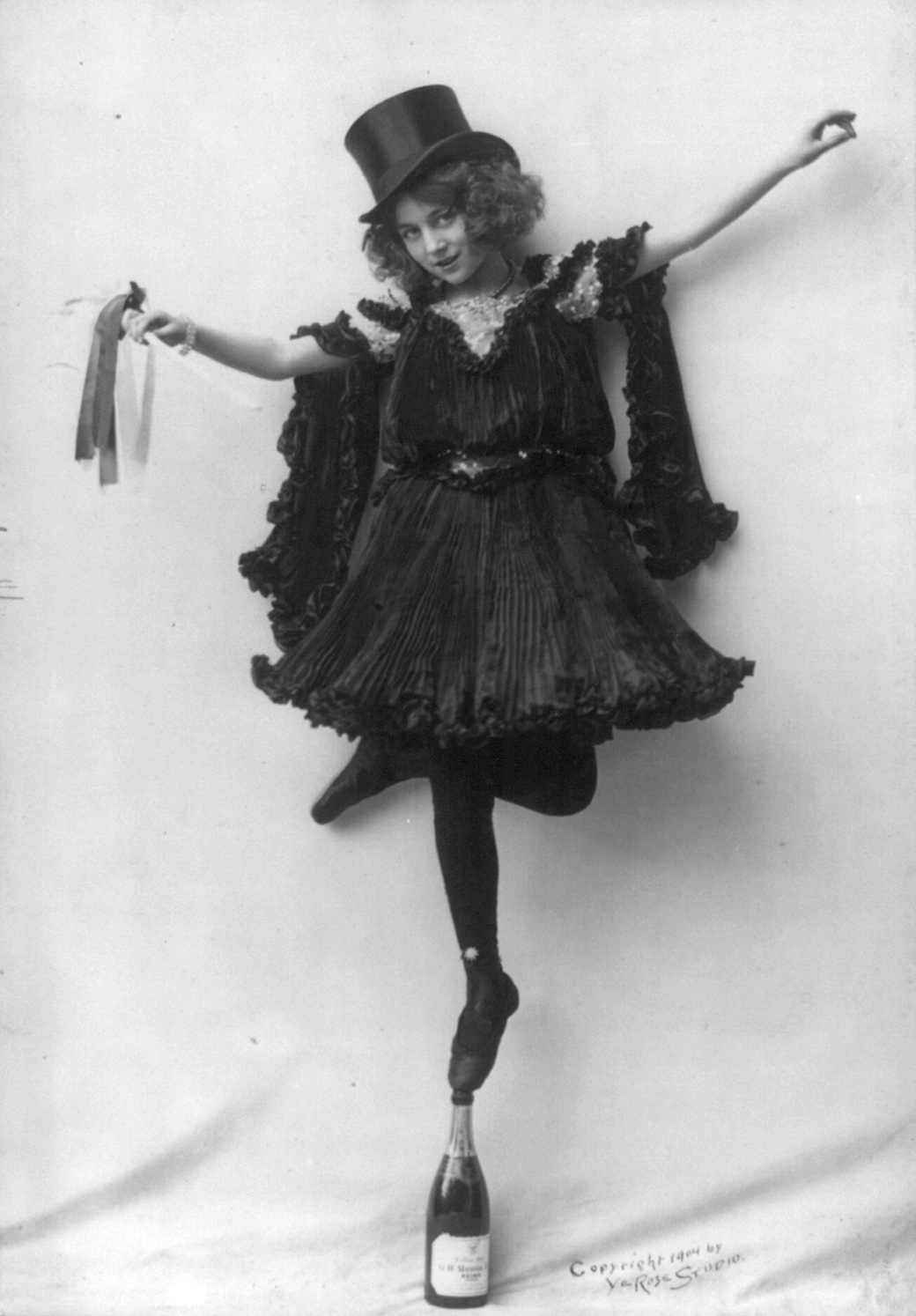
Жінка демонструє вміння тримати рівновагу

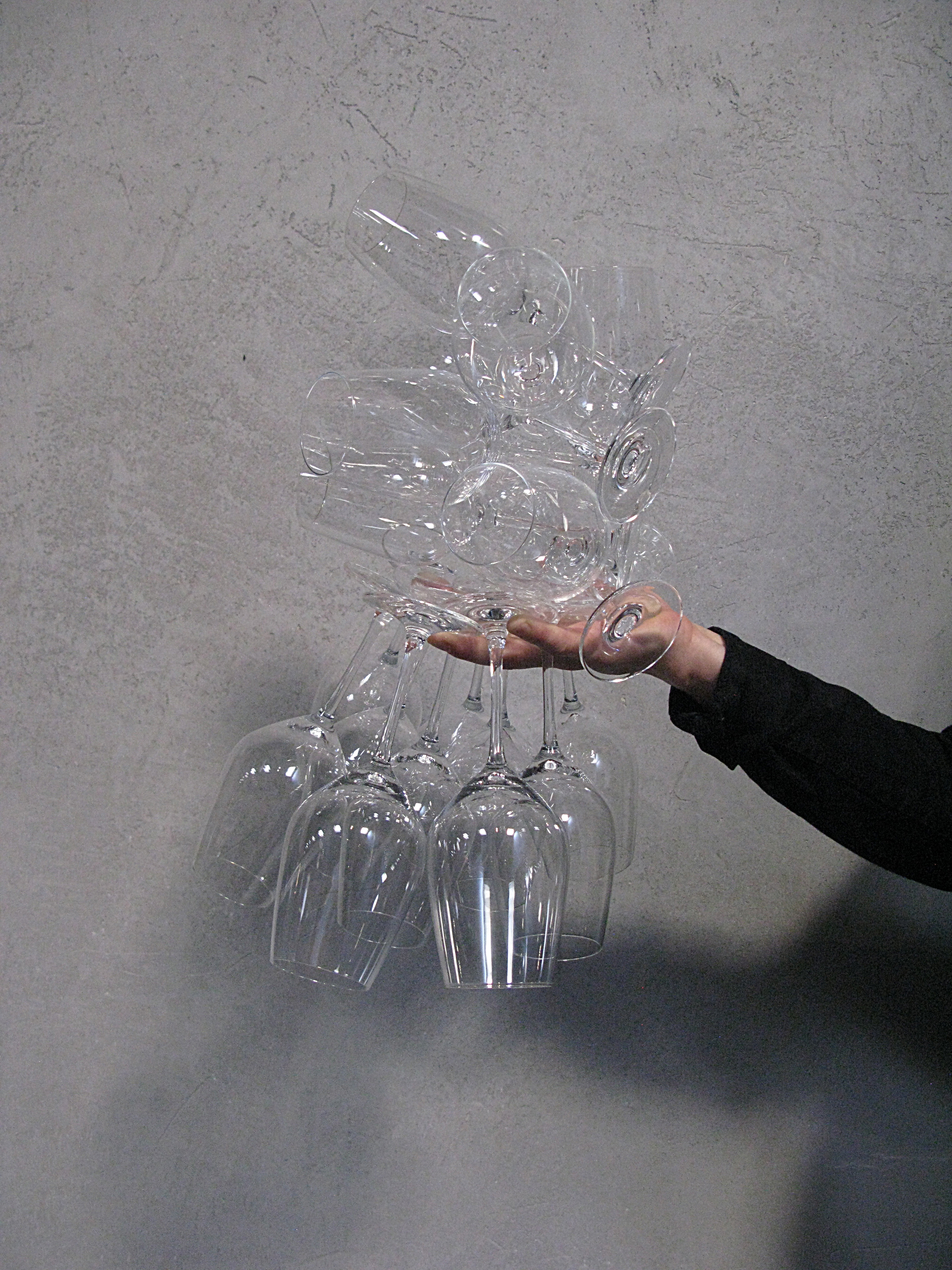
Офіціант балансує келихи для вина

Здатність до рівноваги — це здатність підтримувати лінію тяжіння (вертикальну лінію від центру маси) тіла в межах основи опори з мінімальним постуральним коливанням. Також, це здатність зберігати орієнтацію та утримувати пози (природні, штучні) взаєморозміщення тіла та його частин у просторі в умовах зменшеної опори. Коливання — це горизонтальне переміщення центру ваги, навіть коли людина стоїть на місці. Певна кількість хитання є важливою та неминучою через невеликі збурення всередині тіла (наприклад, дихання, перенесення ваги тіла з однієї ноги на іншу або з передньої частини стопи на задню частину стопи) або через зовнішні тригери (наприклад, спотворення зору, переміщення підлоги). Збільшення похитування не обов'язково свідчить про дисфункціональну рівновагу, скільки про зниження сенсомоторного контролю.

## Підтримання балансу
Підтримання рівноваги вимагає координації вхідних даних від багатьох сенсорних систем, включаючи вестибулярну, соматосенсорну та зорову системи.
- Вестибулярна система: органи чуття, які регулюють рівновагу (еквілібріоцепція); інформація про напрямок, що стосується положення голови (внутрішнє гравітаційне, лінійне та кутове прискорення)
- Соматосенсорна система: відчуття пропріоцепції та кінестезії суглобів; інформація від шкіри та суглобів (відчуття тиску та вібрації); просторове положення і рух відносно опорної поверхні; рух і положення різних частин тіла відносно одна одної
- Зорова система: орієнтація на вертикальність руху тіла та голови; просторове розташування відносно предметів

Органи чуття повинні виявляти зміни просторової орієнтації відносно основи опори, незалежно від того, рухається тіло чи змінюється основа. Існують фактори навколишнього середовища, які можуть впливати на баланс, наприклад умови освітлення, зміни поверхні підлоги, алкоголь, наркотики та вушні інфекції.

## Порушення рівноваги
Існують порушення рівноваги, пов'язані зі старінням. Пов'язане з віком зниження здатності вищевказаних систем отримувати та інтегрувати сенсорну інформацію сприяє поганому балансу у літніх людей. Як наслідок, люди похилого віку піддаються підвищеному ризику падінь. Насправді кожен третій дорослий у віці 65 років і старше впаде щороку.
У випадку, коли людина спокійно стоїть прямо, межа стабільності визначається як величина постурального коливання, при якій втрачається рівновага і потрібні коригувальні дії.
Коливання тіла може відбуватися в усіх площинах руху, що ускладнює реабілітацію. У дослідженнях є переконливі докази того, що дефіцит постуральної рівноваги пов'язаний з контролем медіально-латеральної стабільності та підвищеним ризиком падіння. Щоб залишатися врівноваженим, людина, яка стоїть, повинна мати можливість утримувати вертикальну проекцію свого центру маси в межах своєї опори, що призводить до невеликого медіально-латерального або передньо-заднього коливання. Розтягнення зв'язок гомілковостопного суглоба є однією з найбільш поширених травм серед спортсменів і фізично активних людей. Найпоширенішою залишковою інвалідністю після розтягнення щиколотки є нестабільність разом із хитанням тіла. Механічна нестабільність включає недостатність стабілізуючих структур і рухливість, що перевищує фізіологічні межі. Майже 40% пацієнтів із розтягненням зв'язок гомілковостопного суглоба страждають від нестабільності та збільшення хиткості тіла. Травма гомілковостопного суглоба викликає пропріоцептивний дефіцит і порушення постурального контролю. Люди з м'язовою слабкістю, прихованою нестабільністю та погіршеним контролем постави більш сприйнятливі до травм гомілковостопного суглоба, ніж ті, у кого кращий контроль постави.
Рівновага може бути серйозно порушена в осіб із неврологічними захворюваннями. Люди, які, наприклад, перенесли інсульт або травму спинного мозку, можуть боротися з цією здатністю. Порушення рівноваги тісно пов'язане з майбутніми функціями та відновленням після інсульту та є найсильнішим провісником падінь.
Ще одна категорія людей, де баланс сильно порушений, —це пацієнти з хворобою Паркінсона. Дослідження, проведене Nardone і Schieppati (2006), показало, що люди з хворобою Паркінсона, які страждають на проблеми з рівновагою, були пов'язані зі зниженою межею стабільності та порушенням вироблення передбачуваних рухових стратегій і ненормального калібрування.
У нормальній групі людей на рівновагу також може негативно впливати втома м'язів, що оточують щиколотки, коліна та стегна. Проте дослідження показали, що втома м'язів навколо стегон (сідничні м'язи та розгиначі попереку) і колін більшою мірою впливають на стабільність постави (похитування).
Вважається, що м'язова втома призводить до зниження здатності м'яза скорочуватися з необхідною силою або точністю. У результаті пропріоцепція та кінестетичний зворотний зв'язок від суглобів змінюються таким чином, що це може негативно вплинути на свідоме усвідомлення суглобів.

## Тренування рівноваги

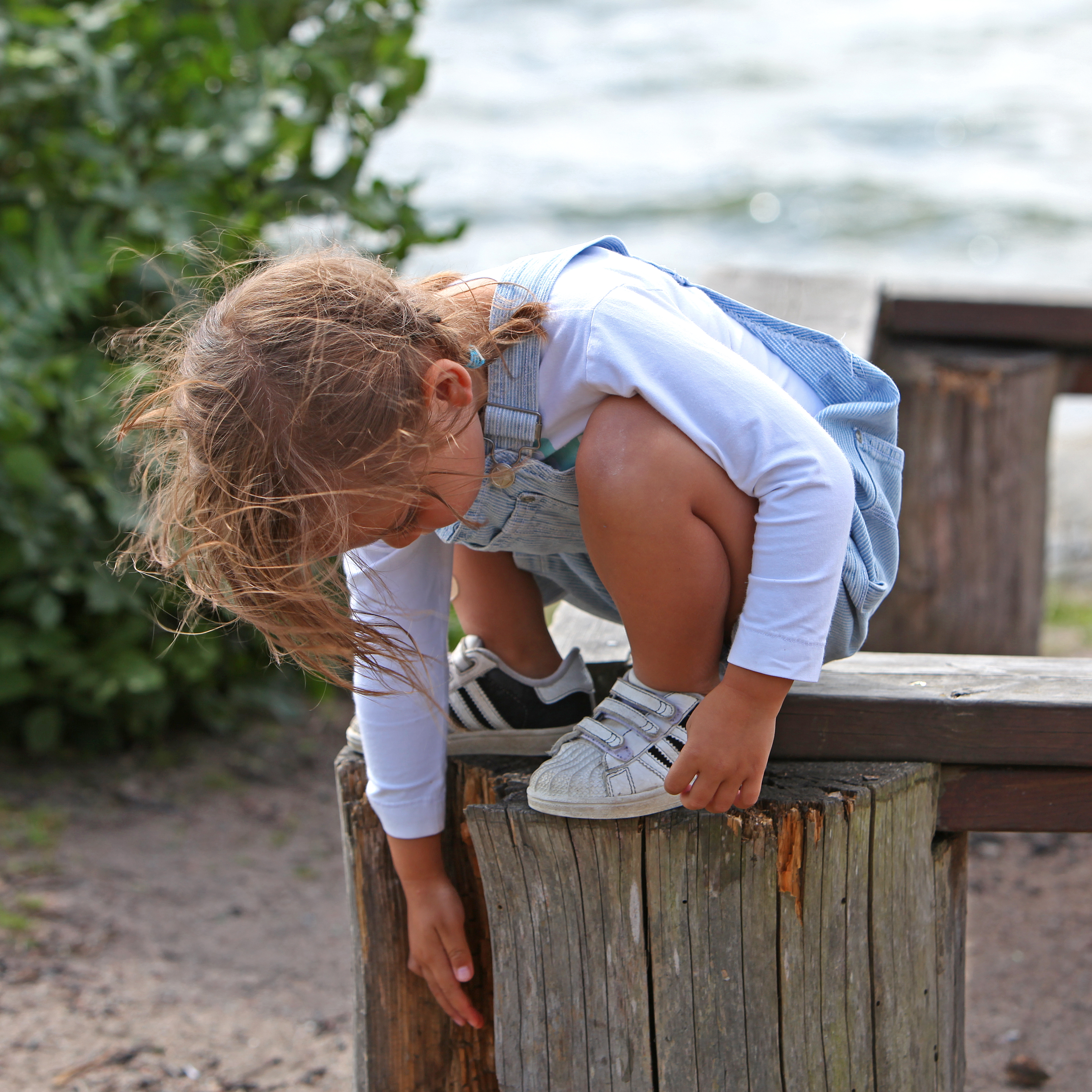
Баланс

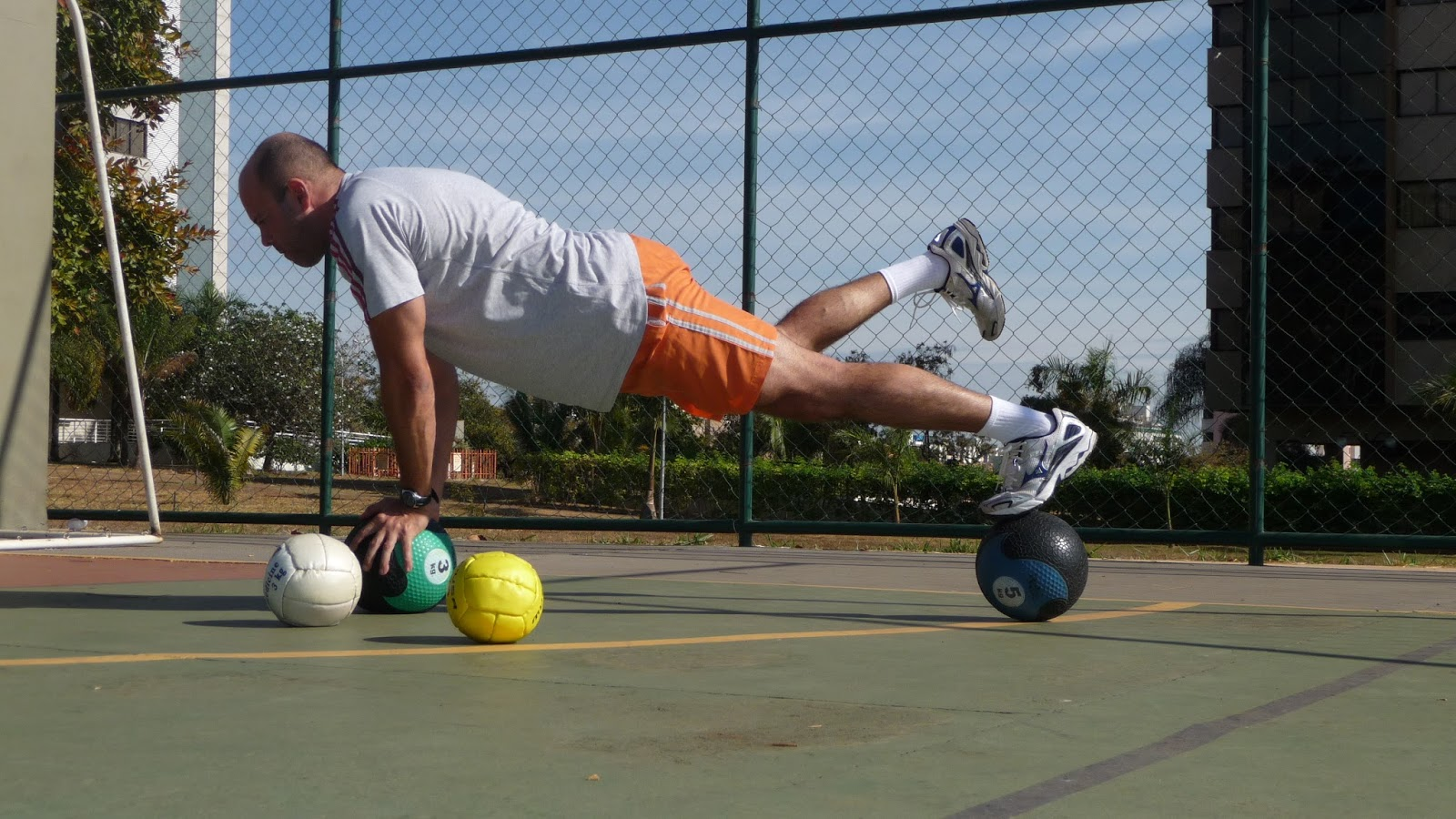
Тренування балансу

Оскільки баланс є ключовим показником одужання та необхідний у багатьох видах нашої повсякденної діяльності, його часто вводять у плани лікування фізіотерапевти та ерготерапевти, коли вони мають справу з геріатричними пацієнтами, пацієнтами з неврологічними захворюваннями чи іншими особами, для яких навчання рівноваги має бути або було визначено як корисне.
Підтримка щодо тренування рівноваги у пацієнтів з інсультом підтверджується в літературі. Методи, які зазвичай використовуються та підтвердили свою ефективність для цієї вибірки людей, включають вправу рівноваги сидячи або стоячи з різними вправами, включаючи досягання, варіації бази опори, використання нахилених дощок, тренування ходи з різною швидкістю та вправи підйому сходами. Іншим методом покращення рівноваги є пертурбаційне тренування, тобто зовнішня сила, прикладена до центру маси людини в спробі зрушити його з основи опори. Тип тренувань повинен визначити фізіотерапевт і залежатиме від характеру та тяжкості інсульту, стадії відновлення, а також здібностей і порушень пацієнта після інсульту.
Такі групи населення, як люди похилого віку, діти з нервово-м'язовими захворюваннями та особи з руховими дефіцитами, такими як хронічна нестабільність гомілковостопного суглоба, були вивчені, і було показано, що тренування рівноваги призводять до покращення постурального коливання та покращення «рівноважної позиції на одній нозі» в цих групах. Вплив тренування рівноваги можна виміряти різними способами, але типовими кількісними результатами є центр тиску, постуральне коливання та статична/динамічна рівновага, які вимірюються здатністю суб'єкта підтримувати встановлене положення тіла переживаючи певний тип нестабільності.
Дослідження показали, що більш високий рівень фізичної активності знижує захворюваність і смертність, а також ризик падіння на 30-50%. Деякі типи вправ (хода, рівновага, координація та функціональні завдання; зміцнювальні вправи; 3D-вправи та кілька типів вправ) покращують клінічні результати рівноваги у літніх людей і, здається, безпечні.
Дослідження показало ефективність у покращенні здатності зберігати рівновагу після виконання аеробних вправ разом із вправами на опір. Все ще недостатньо доказів на підтримку загальної фізичної активності, комп'ютеризованих програм балансу або вібраційних плит.

## Оцінка функціонального балансу
Функціональні тести рівноваги зосереджені на підтримці як статичного, так і динамічного балансу, незалежно від того, чи це стосується типу збурення/зміни центру маси чи під час спокійного положення. Доступні стандартизовані тести рівноваги, які дозволяють медичним працівникам-суміжникам оцінити постуральний контроль людини. Деякі доступні тести функціонального балансу:
- Тест Ромберга (англ. Romberg Test): використовується для визначення пропріоцептивного внеску у рівновагу у вертикальному положенні. Суб'єкт залишається спокійно стояти, очі відкриті. Якщо цей тест недостатньо складний, є Гострий тест Ромберга. Досліджувані мали б мати схрещені руки, ноги разом і закриті очі. Це зменшує базу опори, піднімає центр маси суб'єкта та не дозволяє їм використовувати руки для підтримки рівноваги.[18]

- Функціональний тест на охоплення: вимірює максимальну відстань, на яку можна простягнутися вперед за межі довжини витягнутої руки, утримуючи ноги в положенні стоячи.[18]
- Шкала балансу Берга: вимірює статичну та динамічну рівновагу за допомогою функціональних завдань, які зазвичай виконуються в повсякденному житті.[18] Одне дослідження повідомляє, що шкала балансу Берга є найбільш часто використовуваним інструментом оцінки під час реабілітації після інсульту, і виявило, що вона є надійним показником порушення рівноваги у пацієнтів після інсульту.[19] Шкала балансу Берга, як відомо, є золотою пробою. Шкалу балансу Берга вперше було опубліковано в 1989 році, і до цього дня, у 2022 році, тестування все ще діє, що є досить примітним. Не кожен тест і кожне дослідження, яке було зроблено, застрягали так надовго, тому це справді золотий тест.[20]
- Performance-Oriented Mobility Assessment (POMA): вимірює як статичну, так і динамічну рівновагу за допомогою завдань, що перевіряють рівновагу та ходу.[18]
- Timed Up and Go Test: вимірює динамічний баланс і рухливість.[18]
- Шкала ефективності збалансованості: вимірювання самооцінки, яке перевіряє впевненість людини під час виконання щоденних завдань з чи без допомоги.[18]
- Тест на зіркову екскурсію: Тест на динамічну рівновагу, який вимірює максимальний витяг в одній стійці в кількох напрямках.[21]
- Тест системи оцінки балансу (BESTest): тестує 6 унікальних методів контролю балансу для створення спеціального протоколу реабілітації шляхом виявлення конкретних дефіцитів балансу.[22]
- Тест системи оцінки міні-балансу (Mini-BESTest): це коротка форма тесту системи оцінки балансу, яка широко використовується як у клінічній практиці, так і в дослідженнях. Тест використовується для оцінки порушень рівноваги та включає 14 пунктів завдання динамічної рівноваги, розділених на чотири підкомпоненти: антиципаційні постуральні коригування, реактивний постуральний контроль, сенсорна орієнтація та динамічна хода. Mini-BESTest був протестований переважно на неврологічні захворювання, а також на інші захворювання. Огляд психометричних властивостей тесту підтверджує надійність, валідність і чуйність, і згідно з оглядом його можна вважати стандартним показником балансу.[23]

- BESS (Balance Error Scoring System) — це широко використовуваний спосіб оцінки балансу. Він відомий як простий і доступний спосіб отримати точну оцінку балансу, хоча достовірність протоколу BESS була поставлена під сумнів. BESS часто використовується під час занять спортом для оцінки впливу легкої та середньої тяжкості травми голови на постуральну стабільність. BESS випробовує в трьох окремих стійках  (подвійна нога, одна нога, тандем) на двох різних поверхнях (тверда поверхня та піна середньої щільності) загалом шість випробувань. Кожен тест триває 20 секунд, загальний час оцінювання приблизно 5–7 хвилин. Перша стійка — стійка на двох ногах. Учаснику пропонують встати на тверду поверхню, поставивши ноги поруч, руки на стегнах і закриті очі. Друга стійка — стійка на одній нозі. У цьому положенні учасник має встати на свою недомінуючу ногу на твердій поверхні з руками на стегнах і закритими очима. Третя стійка — тандемна. Учасник стоїть каблуком на твердій поверхні з руками на стегнах і закритими очима. Четверта, п'ята та шоста позиції повторюються в першій, другій і третій позиціях, за винятком того, що учасник виконує ці позиції на пінопластовій поверхні середньої щільності. BESS оцінюється екзаменатором, який шукає відхилення від належних позицій. Відхилення відмічається, коли під час тестування в учасника відбувається будь-яке з наступного: відкривання очей, відведення рук від стегон, спотикання вперед або падіння, підняття передньої частини стопи або п'яти від тестової поверхні, відведення або згинання стегна понад 30 градусів, або залишається поза належним тестовим положенням більше 5 секунд.[24][25]

Струс мозку (або легка черепно-мозкова травма) асоціюється з дисбалансом серед учасників спорту та військовослужбовців. Деякі зі стандартних тестів балансу можуть бути занадто легкими або трудомісткими для застосування до цих високофункціональних груп, тому зібрано експертні рекомендації щодо балансових оцінок військовослужбовців.

## Вплив втоми на рівновагу
Складність балансу дозволяє багатьом змішаним змінним впливати на здатність людини залишатися вертикально. Втома (медична), викликаючи дисфункцію центральної нервової системи (ЦНС), може опосередковано призвести до неможливості залишатися у вертикальному положенні. Це неодноразово спостерігається в клінічних групах (наприклад, хвороба Паркінсона, розсіяний склероз). Ще одне серйозне занепокоєння щодо впливу втоми на рівновагу стосується групи спортсменів. Тестування рівноваги стало стандартним заходом для діагностики струсу мозку у спортсменів, але через те, що спортсмени можуть бути надзвичайно втомленими, клініцистам важко точно визначити, скільки часу потрібно відпочити спортсменам, перш ніж втома зникне, і вони можуть вимірювати баланс, щоб визначити, чи має спортсмен струс мозку.

## Інші фактори, що впливають на баланс
Як правило, літні люди мають більшу хиткість тіла за всіх умов тестування. Тести показали, що люди похилого віку демонструють менший функціональний діапазон і більшу довжину шляху коливання тіла. Зріст також впливає на хитання тіла, оскільки зі збільшенням висоти функціональне охоплення зазвичай зменшується. Однак цей тест є лише мірою переднього та заднього хитання. Це зроблено для створення повторюваного та надійного інструменту оцінки клінічного балансу.

## Додаткова інформація
- McCredie S (2007). Balance: In search of the lost sense. New York: Little, Brown. p. 296. ISBN 978-0-316-01135-8. Archived from the original on 5 May 2010.